# Bahnhof Wegberg
Der Bahnhof Wegberg ist eine von drei Bahnstationen in der Stadt Wegberg in Nordrhein-Westfalen. Im Stadtgebiet von Wegberg befinden sich noch der Bahnhof Dalheim und der Haltepunkt Arsbeck. Somit ist Wegberg die Stadt mit den meisten Stationen im nordrhein-westfälischen Kreis Heinsberg an der Strecke des Eisernen Rheins.

## Geschichte

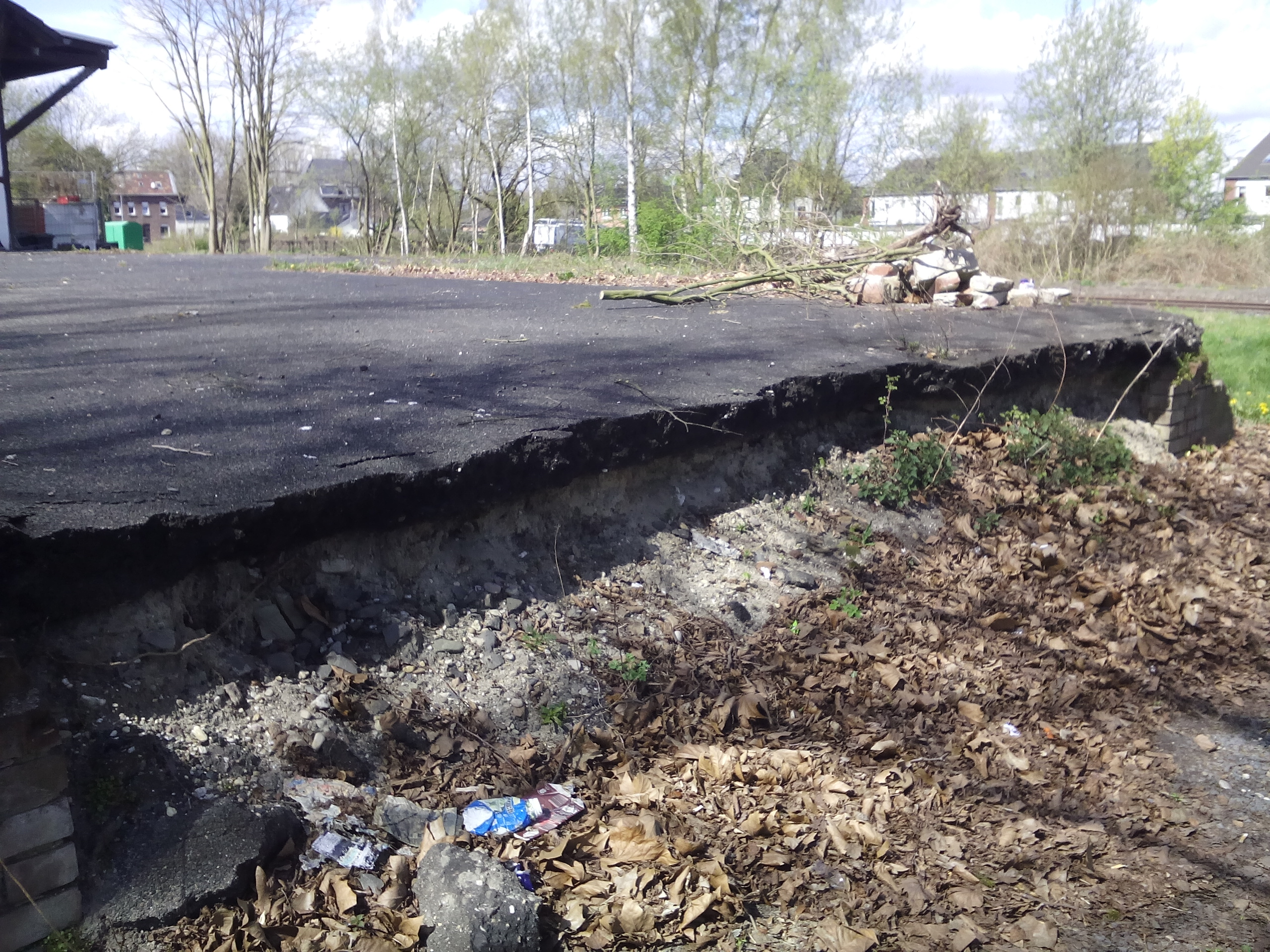
Das ehemalige, einbetonierte Gleisbett

### Vergangenheit und Gegenwart

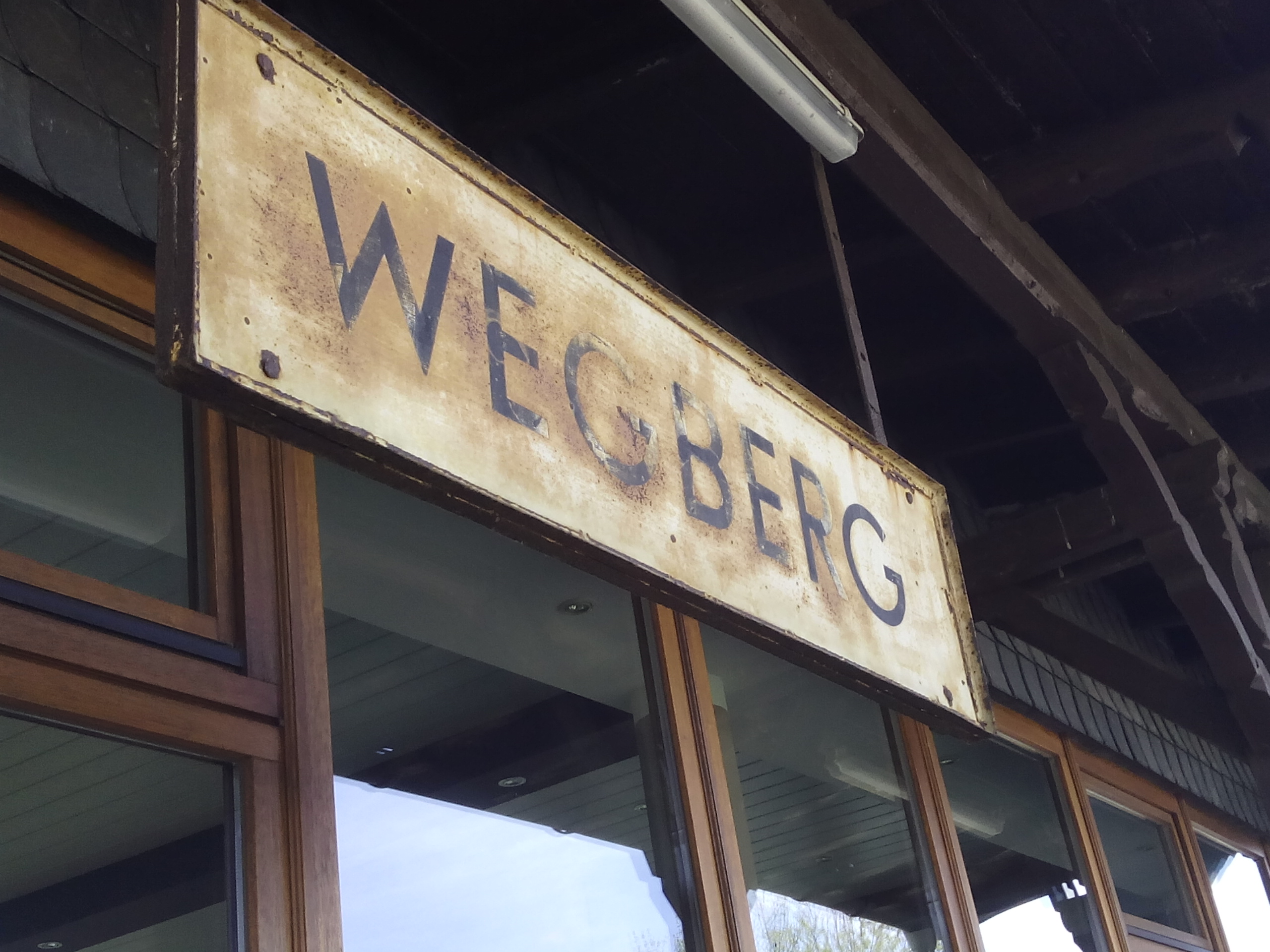
Bahnhofsschild am Wegberger Bahnhof

Die Eröffnung des Güterverkehrs auf der Bahnstrecke von Mönchengladbach bis zur niederländisch-deutschen Staatsgrenze bei Dalheim fand am 4. Dezember 1878 statt. Am 15. Februar 1879 fand die erste Fahrt eines Personenzuges von Mönchengladbach in Richtung Dalheim statt. Der 1878 an Streckenkilometer 12,8 gebaute Bahnhof von Wegberg wurde 1879 in Betrieb genommen. Er hat ein Empfangsgebäude, welches 2003 als Nummer 170 in die Liste der Wegberger Baudenkmäler eingetragen wurde. Heute wird das ehemalige Bahnhofsgebäude, das verkauft wurde, als Restaurant genutzt.
Am einzigen heute noch vorhandenen Bahnsteig befinden sich ein Fahrkartenautomat und ein Wartehäuschen für die Reisenden. Neben dem durchlaufenden Streckengleis ist ein weiteres Stumpfgleis vorhanden. Zwischen beiden Gleisen sind rudimentär die Reste eines Mittelbahnsteigs zu erkennen. In den letzten Jahrzehnten wurden die Gleisanlagen zurückgebaut. Vier der fünf weiteren Bahnhofsgleise und Anschlussgleise für Firmen wurden ganz oder teilweise entfernt.

### Stellwerke
Die beiden mechanische Stellwerke Weichenwärterstellwerk Wo an der Industriestraße und das Fahrdienstleiterstellwerk Wf am Bahnübergang Bahnhofstraße stammen von 1908. Das Stellwerk Wo ersetzte ein älteres Stellwerk von 1887. Die Gebäude sind gleich gestaltet, es handelt sich um zweistöckige rechteckige Bauwerke, wobei an der Gleisseite die Ecken abgeschrägt sind. Das Untergeschoss ist aus massivem Klinker, das Obergeschoss aus mit Klinker ausgemauertem Fachwerk. Beim Stellwerk Wo ist das Fachwerk inzwischen durch massive Klinkerwände ersetzt worden. Im Obergeschoss befinden sich auf den Ecken Fenster, wobei die abgeschrägten Wände eine gute Streckensicht zulassen. Beide mechanische Stellwerkseinrichtungen stammen vom Hersteller Scheidt & Bachmann.

### Planungen

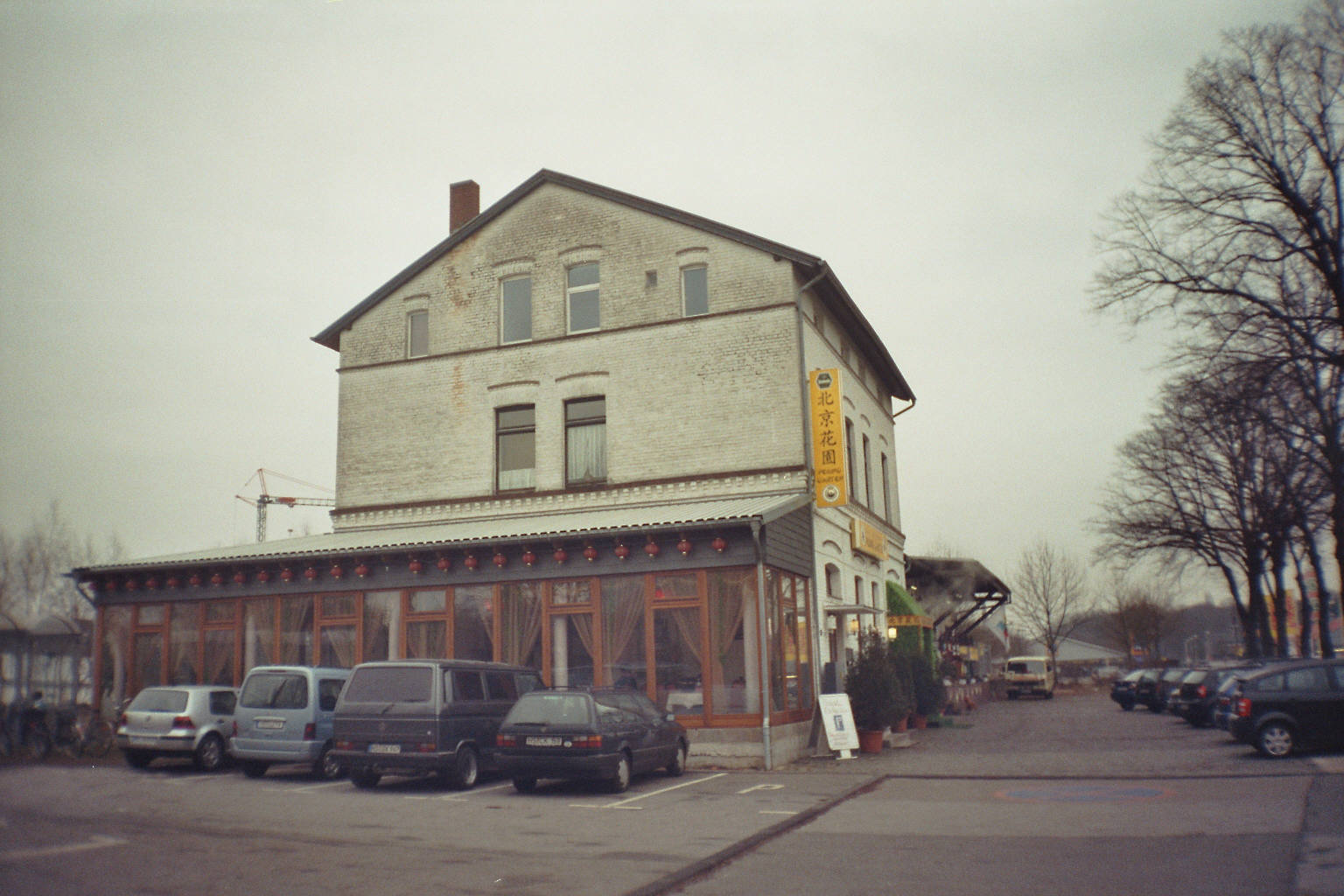
Der Bahnhof Wegberg 2006

Die Stadt Wegberg plante 2011, das Umfeld des Bahnhofs zu verschönern. Das Umfeld des Wegberger Bahnhofs sollte attraktiver gestaltet werden, weil die Deutsche Bahn keinen Grund für die Verschönerungen sieht, reichte die Stadt Wegberg einen Antrag ein. 85 Prozent der Kosten für die Umgestaltung würde das Land übernehmen. Da aber das Bahnhofsgebäude selbst und der Vorplatz in privater Hand sind, gibt es für die Stadt keine Möglichkeiten, dort Einfluss zu nehmen. Die Kosten bezifferte die Stadt in der Variante 1 (nur Vorplatz) auf 375 000 Euro, davon müsste die Stadt 92 952 Euro übernehmen. Für die Variante 2 (Vorplatz und Bahngelände) wurden Kosten in Höhe von 623 180 Euro genannt. Davon müsste die Stadt 149 864 Euro übernehmen. Vorgesehen war unter anderem ein barrierefreier und teils überdachter Bahnsteig. Auf der Grünfläche zwischen der Bahnhofstraße und dem Bahnhofsgebäude sollten 24 Parkplätze sowie drei Behindertenparkplätze entstehen. Auch ein neuer Taxistand und eine Abstellanlage für Fahrräder waren geplant. Auch für mehr Sicherheit sollte gesorgt werden, durch entsprechende bauliche Maßnahmen sollte verhindert werden, dass die Gleise von der gegenüberliegenden Jakob-Hoogen-Straße überquert werden können.

## Industrielle Gleisanlagen

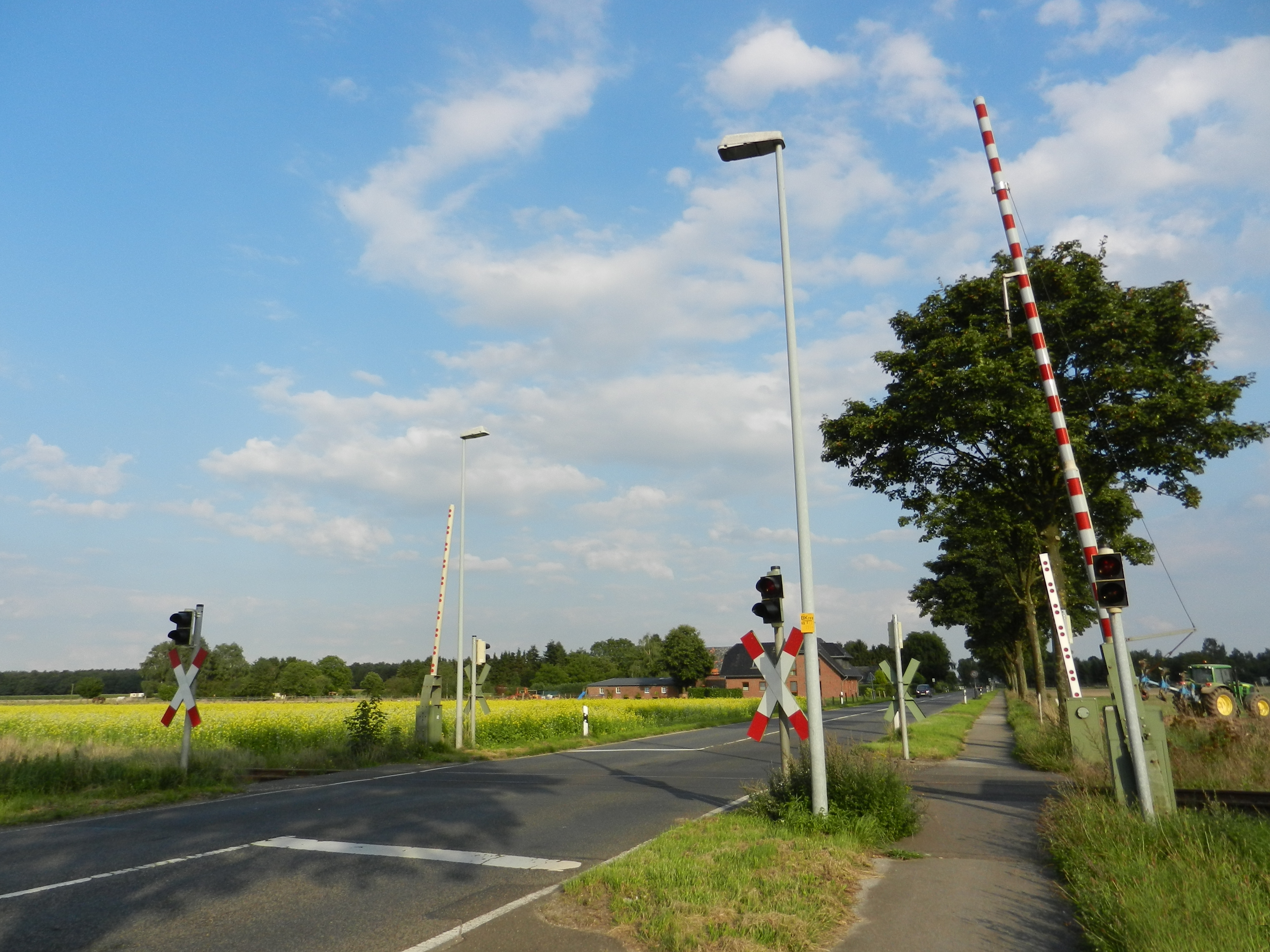
Bahnübergang an der L 367

An der Blockstelle in Wegberg-Klinkum zweigt die fünf Kilometer lange Anschlussbahn zum Prüfcenter Wegberg-Wildenrath ab, die früher der Bedienung des Militärflugplatzes RAF Wildenrath diente. Sie wird vom Eisenbahninfrastrukturunternehmen West Gleis GmbH betrieben.
1949 bis in die 1980er-Jahre gab es hier ein weiteres Anschlussgleis zum Tanklager Arsbeck und dem RAF Brüggen.

## Personenverkehr

### Geschichte

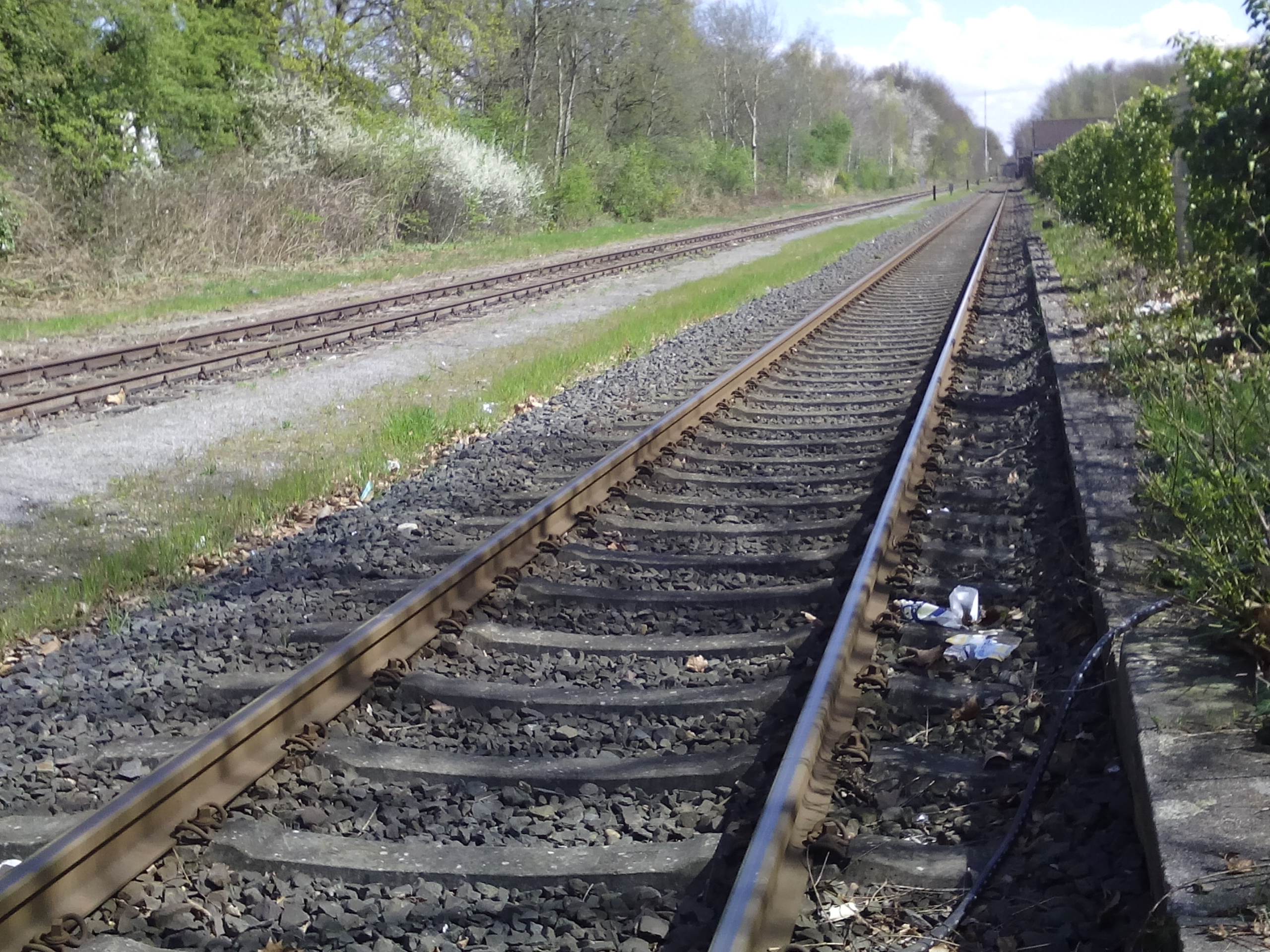
Gleise im Wegberger Bahnhof

Im Mai 1914 wurde Wegberg von neun bzw. elf Zügen je Richtung mit den Zielen Roermond und München Gladbach, dem heutigen Mönchengladbach, bedient. Eilzüge und je ein täglich verkehrendes Schnellzug-Paar von/nach Antwerpen hielten nicht in Wegberg. Im Zweiten Weltkrieg im Fahrplanjahr 1944/45 fuhren auf der Strecke drei Zugpaare morgens, zwei zur Mittagszeit und drei abends. Ein weiteres, nicht an allen Stationen haltendes Zugpaar mit Halt in Wegberg verkehrte werktags morgens nach Mönchengladbach und abends zurück. Sämtliche Züge starteten in Mönchengladbach, werktags fuhren zwei weiter bis Roermond, alle anderen endeten in Dalheim. In der Epoche der Deutschen Bundesbahn verkehrten montags–freitags neun, samstags vier/fünf und sonntags keine Zugpaare auf der Strecke. Alle Züge fuhren Mönchengladbach–Dalheim und hielten auch sämtlich in Wegberg. Bis 1991/92 änderte sich dieses Fahrtenangebot nicht, dann fuhren ebenfalls werktags neun bis zehn Zugpaare. Nach der Einführung des Integralen Taktfahrplans 1998 verkehrte die als RB 39 (Schwalm-Nette-Bahn) bezeichnete Regionalbahn-Linie montags–freitags in den Spitzenzeiten morgens und abends stündlich, am restlichen Tage und samstags alle zwei Stunden. Der Sonntagsbetrieb (wie samstags alle zwei Stunden) wurde zum Fahrplanwechsel 2003 eingeführt. Seit Dezember 2015 wird die Linie als RB 34 bezeichnet und verkehrt montags–freitags stündlich.

### Gegenwart
Der Bahnhof wird werktags stündlich von Personentriebwagen des Typs LINT 41 der VIAS mit der Schwalm-Nette-Bahn (RB 34) bedient. An den Wochenenden verkehren die Personenzüge im Zweistundentakt. Die Buslinien 412, 418 und 499 des AVV vom Bahnhofsvorplatz.
| Linie | Linienverlauf | Takt                                                    | Gleis |
| ----- | --- | ------------------------------------------------------- | ----- |
| RB 34 | Schwalm-Nette-Bahn: Mönchengladbach Hbf – Rheydt Hbf – Mönchengladbach-Rheindahlen – Mönchengladbach-Genhausen – Wegberg – Arsbeck – Dalheim Stand: Fahrplanwechsel Dezember 2023 | 60 min (wochentags) 120 min (Wochenenden und Feiertage) | 1     |
| 412   | Erkelenz Bf – Erkelenz Gymnasium / Erkelenz Burg – Borschemich (neu) – Kuckum (neu) – Keyenberg (neu) – Rath-Anhoven – Mehlbusch – Kipshoven – Moorshoven – Beeck – Beeckerheide – Gerichhausen – Wegberg Bf – Wegberg Busbf \|\| 60 min, nur werktags \|\|                                                                                 |                                                         |       |
| 418   | Erkelenz Bf (– Erkelenz ZOB) (→ Kehrbusch → Isengraben → Flassenberg) / (← Isengraben ← Kehrbusch) – Grambusch – Schwanenberg – Geneiken – (Wildenrath Gewerbegebiet –) Tüschenbroich – Watern – Wegberg Busbf (– Wegberg Bf – Harbeck – Merbeck – Venn – Tetelrath – Silverbeek – Niederkrüchten) \|\| 3–4 Fahrtenpaare an Schultagen \|\| |                                                         |       |